# Hans Logtens
Johannes Henricus Marie (Hans) Logtens (America (Limburg), 1950) is een Nederlandse vakbondsactivist en belangenbehartiger.
Logtens was actief in vele maatschappelijke organisaties zoals actiegroepen, bewonersinitiatieven, belangenorganisaties en huurdercomités.
Op 29 januari 1973 was hij medeoprichter en de eerste secretaris van de Huurderbelangenvereniging Venlo-Blerick. Als secretaris en latere adviseur van de HBV stimuleerde hij het initiatief tot de oprichting van het Nederlands Verbond van Huurders in 1973. Tijdens een bestuurlijke impasse op een congres werd hij op 10 april 1976 benoemd tot voorzitter van het Nederlands Verbond van Huurders.
Op 23 mei 1987 gaf hij zijn voorzitterschap over in andere handen, om verder te gaan als adviseur en vicevoorzitter van het NVH, ter begeleiding van een fusieproces met twee andere woonconsumentenorganisaties. Deze fusie werd op 24 november 1990 succesvol afgerond met de oprichting van de Nederlandse Woonbond.
Het NVH had op dat moment een ledental van 150.000 tot 160.000 huurders bereikt. 
Van medio 1974 tot eind 1978 was hij lid van de Politieke Partij Radikalen.
Hij gaf in april 1978 mede gestalte aan de vorming van het Progressief Akkoord Venlo (PAK).
In maart 1983 was hij mede-initiator van een zogenaamde "wilde staking" in de grafische sector in Duitsland. Daarvoor kreeg hij later een pro-forma veroordeling met ca. 90 andere beroepscollega's, na een langdurig proces tot aan het Europese Gerechtshof.
Op 11 september 2003 werd hij lid van de Partij van de Arbeid. Met ondersteuning van 62 partijgenoten stelde hij zich op 19 september 2005 kandidaat als opvolger van Ruud Koole voor het voorzitterschap van de Partij van de Arbeid. De positie van voorzitter werd echter bezet door Michiel van Hulten.